# Зуберец
Зуберец (слч. Zuberec) насељено је мјесто са административним статусом сеоске општине (слч. obec) у округу Тврдошин, у Жилинском крају, Словачка Република.

## Становништво
| Година:    | 1994. | 2004.   | 2014.   | 2024.   |
| ---------- | ----- | ------- | ------- | ------- |
| Број људи: | 1682  | 1814    | 1840    | 1928    |
| Разлика:   |       | +7,84 % | +1,43 % | +4,78 % |

| Година:    | 2023. | 2024.   |
| ---------- | ----- | ------- |
| Број људи: | 1945  | 1928    |
| Разлика:   |       | -0,87 % |

Према подацима о броју становника из 2024. године насеље је имало 1928 становника.